# Premi Oscar 1988
La 60ª edizione della cerimonia di premiazione dei Premi Oscar si è tenuta il 11 aprile 1988 a Los Angeles, allo Shrine Civic Auditorium, presentata dal comico statunitense Chevy Chase.

## Vincitori e candidati
Vengono di seguito indicati in grassetto i vincitori. Dove ricorrente e disponibile, viene indicato il titolo in lingua italiana e quello in lingua originale tra parentesi.

### Miglior film
- L'ultimo imperatore (The Last Emperor), regia di Bernardo Bertolucci
- Dentro la notizia - Broadcast News (Broadcast News), regia di James L. Brooks
- Attrazione fatale (Fatal Attraction), regia di Adrian Lyne
- Anni '40 (Hope and Glory), regia di John Boorman
- Stregata dalla luna (Moonstruck), regia di Norman Jewison

### Miglior regia
- Bernardo Bertolucci - L'ultimo imperatore (The Last Emperor)
- Adrian Lyne - Attrazione fatale (Fatal Attraction)
- John Boorman - Anni '40 (Hope and Glory)
- Norman Jewison - Stregata dalla luna (Moonstruck)
- Lasse Hallström - La mia vita a quattro zampe (My Life as a Dog)

### Miglior attore protagonista
- Michael Douglas - Wall Street
- William Hurt - Dentro la notizia - Broadcast News (Broadcast News)
- Marcello Mastroianni - Oci ciornie
- Jack Nicholson - Ironweed
- Robin Williams - Good Morning, Vietnam

### Migliore attrice protagonista
- Cher - Stregata dalla luna (Moonstruck)
- Glenn Close - Attrazione fatale (Fatal Attraction)
- Holly Hunter - Dentro la notizia - Broadcast News (Broadcast News)
- Sally Kirkland - Anna
- Meryl Streep - Ironweed

### Miglior attore non protagonista
- Sean Connery - The Untouchables - Gli intoccabili (The Untouchables)
- Albert Brooks - Dentro la notizia - Broadcast News (Broadcast News)
- Morgan Freeman - Street Smart - Per le strade di New York (Street Smart)
- Vincent Gardenia - Stregata dalla luna (Moonstruck)
- Denzel Washington - Grido di libertà (Cry Freedom)

### Migliore attrice non protagonista
- Olympia Dukakis - Stregata dalla luna (Moonstruck)
- Norma Aleandro - Gaby - Una storia vera (Gaby - A True Story)
- Anne Archer - Attrazione fatale (Fatal Attraction)
- Anne Ramsey - Getta la mamma dal treno (Throw Momma from the Train)
- Ann Sothern - Le balene d'agosto (The Whales of August)

### Miglior sceneggiatura non originale
- Mark Peploe e Bernardo Bertolucci - L'ultimo imperatore (The Last Emperor)
- Tony Houston - The Dead - Gente di Dublino (The Dead)
- James Dearden - Attrazione fatale (Fatal Attraction)
- Stanley Kubrick, Michael Herr e Gustav Hasford - Full Metal Jacket
- Lasse Hallström, Reidar Jönsson, Brässe Brannström e Per Berglund - La mia vita a quattro zampe (My Life as a Dog)

### Miglior sceneggiatura originale
- John Patrick Shanley - Stregata dalla luna (Moonstruck)
- Louis Malle - Arrivederci ragazzi (Au Revoir Les Enfants)
- James L. Brooks - Dentro la notizia - Broadcast News (Broadcast News)
- John Boorman - Anni '40 (Hope and Glory)
- Woody Allen - Radio Days

### Miglior film straniero
- Il pranzo di Babette (Babettes Gæstebud), regia di Gabriel Axel (Danimarca)
- Arrivederci ragazzi (Au Revoir Les Enfants), regia di Louis Malle (Francia)
- Asignatura aprobada, regia di José Luis Garci (Spagna)
- La famiglia, regia di Ettore Scola (Italia)
- L'arciere di ghiaccio (Ofelas), regia di Nils Gaup (Norvegia)

### Miglior fotografia
- Vittorio Storaro - L'ultimo imperatore (The Last Emperor)
- Michael Ballhaus - Dentro la notizia - Broadcast News (Broadcast News)
- Allen Daviau - L'impero del sole (Empire of the Sun)
- Philippe Rousselot - Anni '40 (Hope and Glory)
- Haskell Wexler - Matewan

### Miglior scenografia
- Ferdinando Scarfiotti, Bruno Cesari e Osvaldo Desideri - L'ultimo imperatore (The Last Emperor)
- Anthony Pratt e Joan Wollard - Anni '40 (Hope and Glory)
- Norman Reynolds e Harry Cordwell - L'impero del sole (Empire of the Sun)
- Santo Loquasto, Carol Joffe, Les Bloom e George DeTitta jr. - Radio Days
- Patrizia von Brandenstein, William A. Elliott e Hal Gausman - Gli intoccabili (The Untouchables)

### Migliori costumi
- James Acheson - L'ultimo imperatore (The Last Emperor)
- Dorothy Jeakins - The Dead - Gente di Dublino (The Dead)
- Bob Ringwood - L'impero del sole (Empire of the Sun)
- Jenny Beavan e John Bright - Maurice
- Marilyn Vance Straker - Gli intoccabili (The Untouchables)

### Miglior trucco
- Rick Baker - Bigfoot e i suoi amici (Harry and the Hendersons)
- Bob Laden - Un'idea geniale (Happy New Year)

### Migliori effetti speciali
- Dennis Muren, William George, Harley Jessup e Kenneth Smith - Salto nel buio (Innerspace)
- Joel Haynek, Robert M. Greenberg, Stan Winston e Richard Greenberg - Predator

### Miglior montaggio
- Gabriella Cristiani - L'ultimo imperatore (The Last Emperor)
- Richard Marks - Dentro la notizia - Broadcast News (Broadcast News)
- Michael Kahn - L'impero del sole (Empire of the Sun)
- Michael Kahn e Peter E. Berger - Attrazione fatale (Fatal Attraction)
- Frank J. Urioste - RoboCop

### Miglior sonoro
- Bill Rowe e Ivan Sharrock - L'ultimo imperatore (The Last Emperor)
- Robert Knudson, Don Digirolamo, Tony Dawe e John Boyd - L'impero del sole (Empire of the Sun)
- Les Fresholtz, Dick Alexander, Vern Poore e Bill Nelson - Arma letale (Letal Weapon)
- Michael J. Kohut, Carlos De Larios, Aaron Rochin e Robert Wald - RoboCop
- Wayne Artman, Tom Beckert, Tom Dahl e Art Rochester - Le streghe di Eastwick (The Witches of Eastwick)

### Migliore colonna sonora
- Ryūichi Sakamoto, David Byrne e Cong Su - L'ultimo imperatore (The Last Emperor)
- George Fenton e Jonas Gwangwa - Grido di libertà (Cry Freedom)
- John Williams - L'impero del sole (Empire of the Sun)
- Ennio Morricone - Gli intoccabili (The Untouchables)
- John Williams - Le streghe di Eastwick (The Witches of Eastwick)

### Miglior canzone
- (I've Had) The Time of My Life, musica di Franke Previte, John De Nicola e Donald Markowitz, testo di Franke Previte - Dirty Dancing (Balli proibiti) (Dirty Dancing)
- Cry Freedom, musica e testo di George Fenton e Jonas Gwangwa - Grido di libertà (Cry Freedom)
- Nothing's Gonna Stop Us Now, musica e testo di Albert Hammond e Diane Warren - Mannequin
- Shakedown, musica di Harold Faltermeyer e Keith Forsey, testo di Keith Forsey, Harold Faltermeyer e Bob Seger - Beverly Hills Cop II - Un piedipiatti a Beverly Hills II (Beverly Hills Cop II)
- Storybook Love, musica e testo di Willy DeVille - La storia fantastica (The Princess Bride)

### Miglior documentario
- The Ten-Year Lunch: The Wit and Legend of the Algonquin Round Table, regia di Aviva Slesin
- A Stitch for Time, regia di Barbara Herbich e Cyril Christo
- Radio Bikini, regia di Robert Stone
- Hellfire: A Journey from Hiroshima, regia di Michael Camerini e John Junkerman
- Eyes on the Prize: America's Civil Rights Years/Bridge to Freedom 1965, regia di Harry Hampton

### Miglior cortometraggio
- Ray's Male Heterosexual Dance Hall, regia di Bryan Gordon
- Making Waves, regia di Ann Wingate
- Shoeshine, regia di Tom Abrams

### Miglior cortometraggio documentario
- Young at Heart, regia di Sue Marx e Pamela Conn
- Frances Steloff: Memoirs of a Bookseller, regia di Deborah Dickson
- In the Wee Wee Hours, regia di Frank Daniel e Izak Ben-Meir
- Silver into Gold, regia di Lynn Mueller
- Languages Says It All, regia di Megan Williams

### Miglior cortometraggio d'animazione
- L'uomo che piantava gli alberi (L'homme qui plantait des arbres), regia di Frédéric Back
- George and Rosemary, regia di David Fine e Alison Snowden
- Your Face, regia di Bill Plympton

## Premi speciali

### Premio alla memoria Irving G. Thalberg
- Billy Wilder

### Premio Special Achievement
- Stephen Flick e John Pospisil - RoboCop - montaggio degli effetti sonori